# PURE RED
『PURE RED』（ピュア・レッド）は藤井フミヤ4枚目のオリジナル・アルバム。1997年6月18日にポニーキャニオンからリリースされた。

## 概要
前作『TEARS』から9か月ぶりのアルバム。初回プレス盤のみステッカー封入。ポニーキャニオンからの最後のオリジナル・アルバムとなった。

## 収録曲
| 全編曲: 富田素弘。 |                    |                        |            |       |
| #                  | タイトル           | 作詞                   | 作曲       | 時間  |
| 1.                 | 「ALIVE」          | 藤井フミヤ             | 増本直樹   | 4:57  |
| 2.                 | 「MY TYPE」        | 藤井フミヤ             | 藤井尚之   | 4:10  |
| 3.                 | 「DO NOT」         | 藤井フミヤ             | 水政創史郎 | 4:44  |
| 4.                 | 「耳元のアイツ」   | 藤井フミヤ             | 水政創史郎 | 4:04  |
| 5.                 | 「RAIN STORY」     | 藤井フミヤ             | 水政創史郎 | 4:50  |
| 6.                 | 「真夜中の歩道」   | 藤井フミヤ             | Bro.KORN   | 5:21  |
| 7.                 | 「退屈なふたり」   | 藤井フミヤ             | 富田素弘   | 5:08  |
| 8.                 | 「SLOWLY」         | 藤井フミヤ・水政創史郎 | 水政創史郎 | 5:20  |
| 9.                 | 「青い鳥」         | 藤井フミヤ・水政創史郎 | 久保田洋司 | 4:34  |
| 10.                | 「ムカつくオンナ」 | 藤井フミヤ             | 藤井尚之   | 3:03  |
| 11.                | 「ヘブンの入り口」 | 藤井フミヤ             | TAKUYA     | 3:51  |
| 合計時間:          | 合計時間:          | 合計時間:              | 合計時間:  | 50:02 |

### 楽曲解説
1. ALIVE
テレビ神奈川（tvk）制作の音楽情報バラエティ番組「関内デビル」2018年7月度のエンディングテーマ
2. MY TYPE
12thシングルのカップリング曲。
3. DO NOT
12thシングル。
4. 耳元のアイツ
5. RAIN STORY
6. 真夜中の歩道
7. 退屈なふたり
8. SLOWLY
9. 青い鳥
10. ムカつくオンナ
11. ヘブンの入り口